# David Narey
David Alan Narey (ur. 12 czerwca 1956 w Dundee) – szkocki piłkarz występujący na pozycji obrońcy. Kawaler Orderu Imperium Brytyjskiego (MBE).

## Kariera klubowa
Narey zawodową karierę rozpoczynał w 1973 roku w klubie Dundee United ze Scottish First Division. W 1974 roku dotarł z nim do finału Pucharu Szkocji, jednak Dundee przegrało tam 0:3 z Celtikiem. W 1980 roku oraz w 1981 roku Narey wygrał z Dundee rozgrywki Pucharu Ligi Szkockiej. W 1983 roku zdobył z nim mistrzostwo Szkocji. W 1987 roku dotarł z klubem do finału Pucharu UEFA, ale Dundee uległo tam w dwumeczu drużynie IFK Göteborg. W 1994 roku Narey zdobył z zespołem Puchar Szkocji. W Dundee spędził 20 lat. Rozegrał tam w sumie 612 spotkań i zdobył 22 bramek.
W 1994 roku odszedł również do Raith Rovers z Division One. W 1995 roku awansował z nim do Premier Division, a także zdobył z klubem Puchar Ligi Szkockiej. W tym samym roku zakończył karierę.

## Kariera reprezentacyjna
W reprezentacji Szkocji Narey zadebiutował 27 kwietnia 1977 roku w wygranym 3:1 towarzyskim meczu ze Szwecją. W 1982 roku został powołany do kadry narodowej na Mistrzostwa Świata. Zagrał na nich w pojedynkach z Nową Zelandią (5:2), Brazylii (1:4) oraz Związkiem Radzieckim (2:2). W meczu z Brazylią strzelił także gola. Z tamtego turnieju Szkocja odpadła po fazie grupowej.
W 1986 roku Narey ponownie znalazł się w kadrze na Mistrzostwa Świata. Wystąpił tam w meczach z RFN (1:2) oraz Urugwajem (0:0). Tamten mundial Szkocja ponownie zakończyła na fazie grupowej. W latach 1977–1989 w drużynie narodowej Narey rozegrał w sumie 35 spotkań i zdobył 1 bramkę.